# Cicurina parma
Cicurina parma là một loài nhện trong họ Dictynidae.
Loài này thuộc chi Cicurina. Cicurina parma được Ralph Vary Chamberlin & Wilton Ivie miêu tả năm 1940.